# Illes Balears sota l'Imperi Romà d'Orient

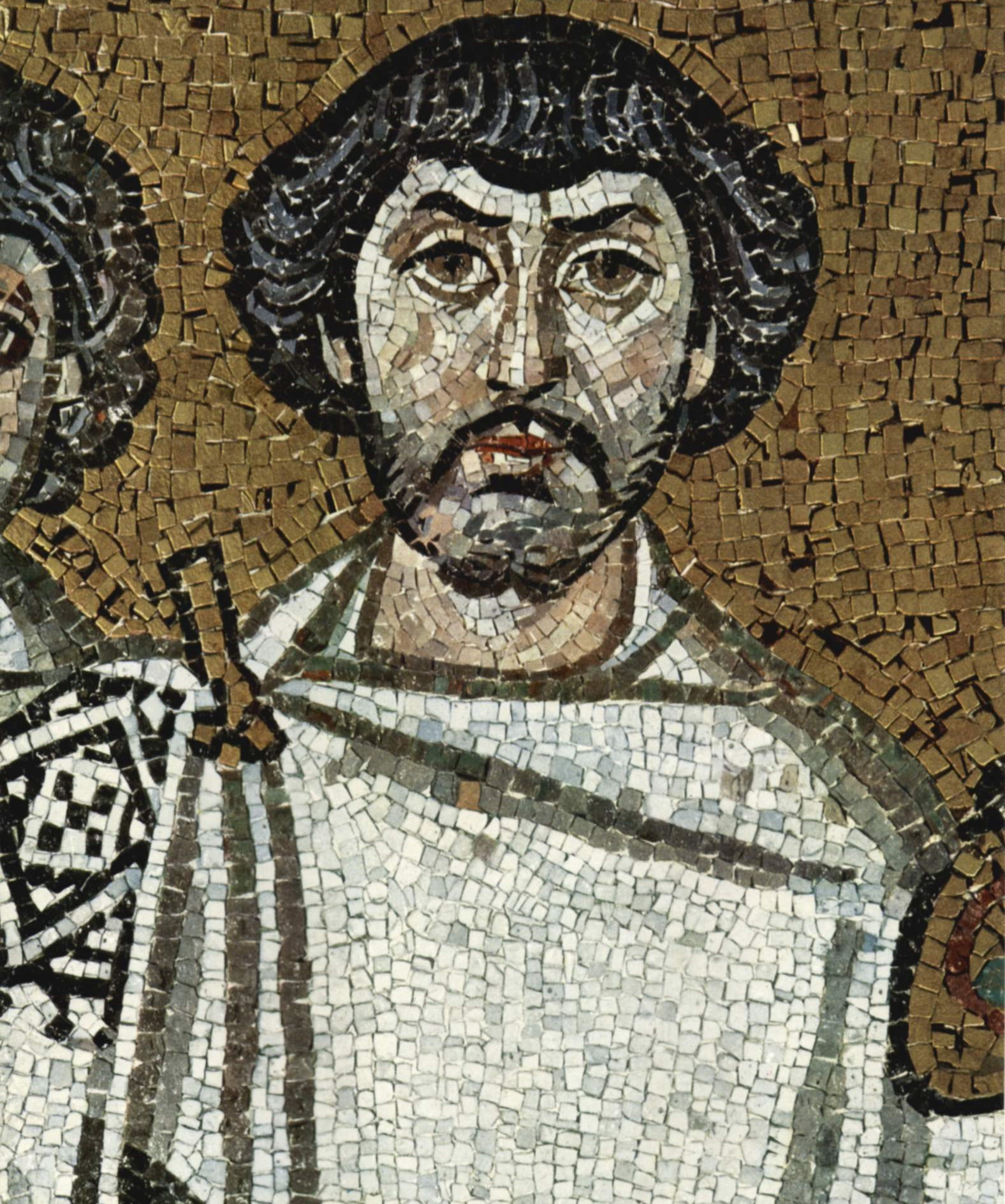
Belisari

El període de les illes Balears sota l'Imperi Romà d'Orient, que va des del 534 fins al 903, fou considerat un dels més desconeguts de la història de l'arxipèlag fins a principis del segle xxi.
Després de la reorganització de l'Imperi Romà d'Orient en temes, les Balears formaren part de l'arcontat de Sardenya. La documentació sobre aquesta època és molt escassa, així com les restes arqueològiques conegudes, per la qual cosa abunden les suposicions historiogràfiques.

## Història

### Reconquesta romana
Enderrocat el rei vàndal Hilderic, aliat romà, per l'usurpador Gelimer, l'emperador Justinià I va encarregar a Belisari (533) l'expedició de conquesta del Regne Vàndal, que a més de la regió de Numídia, a l'Àfrica nord-occidental, incloïa les illes de Sardenya, Còrsega i les Balears. Belisari encomanà un any més tard, al seu lloctinent Apol·linar, la conquesta de les Balears, on hi exercí el càrrec de governador. Els romans mantingueren l'estructura territorial vàndala, i les Balears, extrem occidental de l'imperi, romangueren a la província de Sardenya, que al seu torn depenia de la prefectura d'Àfrica.

### Màxima expansió romana

Màxima expansió romana sota Justinià

Poc després de la conquesta romana d'Orient de les Illes Balears, l'imperi conquerí Espània, extensos territoris del sud d'Hispània (552-620), iniciada a Cartago Nova, (cosa que fa pensar que les Balears en foren el cap de pont). Així, les Balears passaren a ser un territori estratègic en les rutes marítimes imperials cap a l'occident de l'imperi, que en aquests anys ocupava un territori molt similar al de l'Imperi Romà de l'antiguitat (tret de la resta d'Hispània i Gàl·lia). Aquesta centralitat permet suposar que les Balears estaven ben integrades en el conjunt de l'imperi.
D'aquesta època, les escasses referències documentals conservades, es refereixen a qüestions religioses:
- l'exili del bisbe Víctor de Tunnunna a les Balears l'any 555 per l'enfrontament amb Justinià I per la qüestió dels tres capítols.[3]
- La carta de Licinià de Cartagena al bisbe Vicent d'Eivissa, l'any 582, en la qual es posa de manifest la continuïtat dels bisbats insulars atestada en el baix Imperi Romà i en l'època vàndala, la credulitat en qüestions sobrenaturals i la interrelació entre les comunitats cristiana i jueva.[4]
- L'any 603, el papa Gregori I, envià el defensor Joan a imposar disciplina en els dissipats monjos de Cabrera.

### Pèrdua romana de les possessions d'Hispània
En el segle vii, els romans visqueren una etapa de decadència, molt debilitats en les lluites contra l'Imperi Sassànida, a Orient, i amb els longobards, a les seves possessions itàliques. Així, l'any 620 els romans perderen, a mans dels visigots, les seves possessions hispàniques, i les Balears tornaren a ocupar una posició excèntrica en l'imperi. Poc de temps després, els àrabs emergeixen com una nova potència mediterrània, i entre els anys 633 i 645 els romans perderen definitivament les seves possessions a Síria, Egipte i Cirenaica i, fins i tot, sofriren el setge de Constantinoble (688). Se suposa que, en aquest context, el poder romà s'anà afeblint a les Balears.

### La incerta dependència de Constantinoble
En aquest estat de debilitat imperial, Constantinoble mantenia les seves possessions de Sicília, Sardenya, alguns enclavaments al centre i sud de la península Itàlica, així com les possessions de Numídia, al nord d'Àfrica occidental, però aquestes darreres foren preses per Mussa ibn Nussayr, l'any 705, el qual, l'any 707, envia al seu fill Abd-Al·lah ibn Mussa ibn Nussayr a una expedició als territoris imperials insulars de Sicília, Sardenya i les Illes Balears, signant amb els seus governants un tractat de submissió o ahd; així mateix s'emportà, entre altres ostatges dels distints territoris atacats, els malik de Mallorca i Menorca, segurament governadors romans, a Damasc, per ratificar el tractat davant el califa omeia Al-Walid ibn Abd-al-Màlik. Aquest tractat no s'ha conservat, però devia ser semblant al tractat d'Oriola, signat pel germà d'Abd-Al·lah, Abd-al-Aziz, sis anys més tard.
Aquests tractats de submissió, reiterats l'any 848, semblen incompatibles amb el manteniment de la dependència de Constantinoble, enemic declarat dels musulmans, però aquesta és una qüestió sense resoldre definitivament.
També a finals del segle viii, l'any 799, davant els continus atacs musulmans a les Illes Balears, s'enviaren ambaixades a la cort de Carlemany per tal d'oferir-li la submissió de les Balears als carolingis a canvi d'ajut, la qual fou acceptada. No es documenta la continuïtat d'aquesta submissió, però no sembla que aquesta dependència es pogués mantenir una vegada iniciades les guerres civils franques (830-840) i, en tot cas, després de la renovació del tractat de submissió amb l'emir de Còrdova d'Abd al-Rahman II, l'any 848.
Tots aquests episodis, juntament amb l'expedició normanda de 859, i les pretensions del bisbat de Girona sobre Mallorca i Menorca formulades el 892 i 897, posen de manifest que, si encara existia una dependència de Constantinoble, aquesta era purament formal i els balears havien d'afrontar les grans dificultats del moment per si sols.
Finalment, les Balears foren annexionades l'any 903 al califat de Còrdova. En el relat de la conquesta que en fa l'historiador al-Zuhri (mort entre 1154-1161), s'afirma que els rum resistiren al castell d'Alaró per espai de vuit anys i cinc mesos. La paraula àrab rum és polisèmica, i tant pot referir-se, en un sentit restringit, als romans com, en un sentit extens, als cristians, per això s'ha defensat que els mallorquins d'aleshores encara eren percebuts, si més no, com a romans.

## Restes materials romanes d'Orient a les Illes Balears

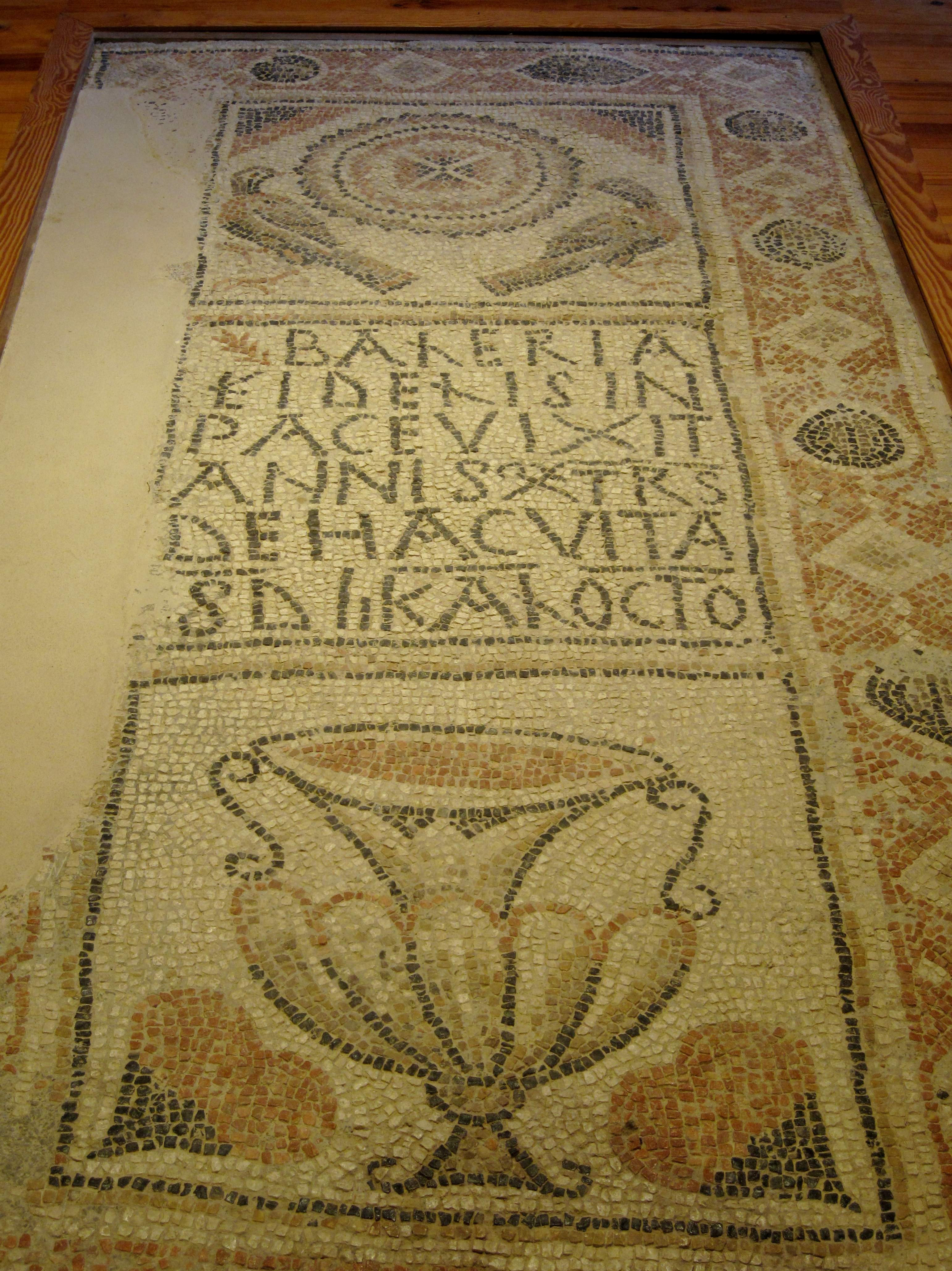
Mosaic de Balèria, procedent de la basílica de Son Peretó, Museu d'Història de Manacor

Les restes materials romanes d'Orient a les Illes Balears més importants són un conjunt de basíliques paleocristianes rurals, a les illes de Mallorca (Son Peretó, Son Fadrinet, sa Carrotja i Cas Frares) i Menorca (Fornàs de Torelló, Son Bou, cap del Port de Fornells, Illa den Colom i Illa del Rei), juntament amb el cenobi de Cabrera, que foren construïdes o reformades durant el període romà; en general, presenten elements constructius i decoratius, especialment els mosaics, d'influència oriental i nord-africana datables al segle vi.
També formen part del conjunt romà els castells roquers d'Alaró, castell del Rei i Santueri, a Mallorca, i de Santa Àgueda a Menorca; així mateix, es conserven restes defensives d'aquesta època a dalt Vila a Eivissa, tot i que totes aquestes construccions són reutilitzacions d'època romana, com també ho degueren ser les ciutats de Pol·lentia i Palma.
Pel que fa a troballes arqueològiques, destaquen un encenser sicilià trobat a Albenya i un penjoll amb una figura coronada trobat a s'Illot. També es conserva un capitell romà al convent de Santa Catalina i el basament central de l'altar Major de la seu de Palma, però en aquests darrers casos es tracta de peces d'època posterior a la dominació romana.

## Administració
Hom ha trobat al castell de Santueri un segell de principis del segle viii, propietat del prefecte honorari Jordi. A aquestes altures, els prefectes honoraris havien perdut bona part de les atribucions que tenien abans de la reforma administrativa i militar de mitjans del segle vii i es limitaven fonamentalment a recaptar impostos, verificar els pesos i les mesures i supervisar els tallers estatals. Un altre segell del mateix període i descobert al mateix lloc situa el dux Sergi a Mallorca. Un dux era un governador militar que de vegades complia funcions civils.